# حزب مرکزی سوئد
حزب مرکز (به سوئدی: Centerpartiet) یک حزب سیاسی لیبرال در سوئد است. سیاست کنونی این حزب مبتنی بر اقتصاد بازار، محیط زیست‌گرایی، برابری جنسیتی و تمرکززدایی از دولت است. حزب در سال ۱۹۱۳ با نام اتحادیه کشاورزان تأسیس شد. رهبر کنونی این حزب آنی لوف است که از سال ۲۰۱۱ در این مقام قرار گرفته.
در جدیدترین انتخابات سراسری سوئد در سال ۲۰۱۸، این حزب موفق به کسب ۸٫۶٪ از آرا و ۳۱ کرسی در ریکسداگ شد. این حزب همچنین  صاحب ۲ نماینده در پارلمان اروپا است.